# Jazīrat al Ghubbah
Jazīrat al Ghubbah är en ö i Förenade Arabemiraten.   Den ligger i emiratet Fujairah, i den nordöstra delen av landet, 230 kilometer nordost om huvudstaden Abu Dhabi.